# Aia nuda del cuore
L'aia nuda del cuore è rappresentata dall'area del cuore direttamente a contatto con la struttura ossea antepostale, vale a dire per maggior precisione lo sterno.

## Posizione e rapporti
L'aia nuda del cuore pertanto si presenta non rivestita dai polmoni ed il contatto con lo sterno non è diretto. Fra la porzione cardiaca interessata (vale a dire per buona parte il ventricolo destro nella faccia sterno-costale del cuore) è presente innanzitutto la sacca pericardica, la pleura parietale, la fascia endotoracica, nonché i fasci di origine del muscolo triangolare dello sterno.
L'aia nuda del cuore è delimitata dai margini anteriori dei polmoni. Si presenta come una zona triangolare con base sul diaframma.